# Aridius necessarius
Aridius necessarius es una especie de coleóptero de la familia Latridiidae.

## Distribución geográfica
Habita en  Colombia.